# Théâtre Maly
Pour les articles homonymes, voir Maly.
Le Théâtre Maly (ou Petit Théâtre, par opposition au Grand Théâtre, le Bolchoï) est un théâtre de Moscou. Son nom officiel est Petit théâtre national académique de Russie. Le bâtiment qui se trouve au no 1, rue Teatralny proezd (Театральный проезд), et longe la place des Théâtres, est un monument d'architecture classé objet patrimonial culturel de Russie.

## Historique

### Les débuts
Avant sa construction, une troupe joue à partir de 1757 à l'université de Moscou tout de suite après la proclamation de l'oukase du 30 août 1756 de l'impératrice Élisabeth, férue de théâtre, et demandant en son pays la formation de troupes pour la tragédie et la comédie. Le théâtre de l'université devient public en 1759 et plus tard s'adjoignant à d'autres troupes, il prend la dénomination de théâtre russe de Moscou. L'Italien Giovanni-Battista Locatelli (1715-1785) ouvre un théâtre en 1759 à Moscou (deux ans après celui de Saint-Pétersbourg) mais qui ferme en 1762, le public moscovite n'étant pas habitué à ce genre de spectacles. Il y eut ensuite une troupe formée par Nicolas Titov entre 1766 et 1769. Cependant l'aristocratie cultivée fait jouer chez elle des spectacles privés, et il est nécessaire de construire un lieu pour le public. En 1776, on accorda la licence du théâtre au prince Pierre Ouroussov qui fit édifier le théâtre Petrovsky dans lequel joua une troupe financée un négociant anglais, Michael Maddox. Le théâtre Petrovsky fut ultérieurement la victime de plusieurs incendies, dont celui de 1805 qui lui fut fatal, et qui fut remplacé par le théâtre Arbatski, ou théâtre de l'Arbat, en 1808.
C'est ici qu'a lieu la première traduite en russe du Mariage de Figaro, en 1787. Elle joue des pièces de Fonvizine, de Molière, de Beaumarchais, de Sheridan ou de Goldoni, etc.
En 1806, la direction des théâtres impériaux est formée aussi à Moscou et accueille d'anciens comédiens de Maddox. Elle joue sur différentes scènes privées de palais aristocratiques ou de salles louées, comme le théâtre-sur-la-Mokhovaïa, dans une dépendance de la Maison Pachkov, construite par Carlo Rossi et qui existe de 1806 à 1824, ou bien encore chez le comte Apraxine, rue Znamenka.
C'est alors que l'architecte Ossip Ivanovitch Bovet est appelé à construire un théâtre dans l'hôtel particulier du marchand Vassili Varguine, place Saint-Pierre, aujourd'hui place du théâtre, en 1824. Cette scène sera progressivement appelée Le Petit théâtre ou théâtre Maly.

### XIXesiècle

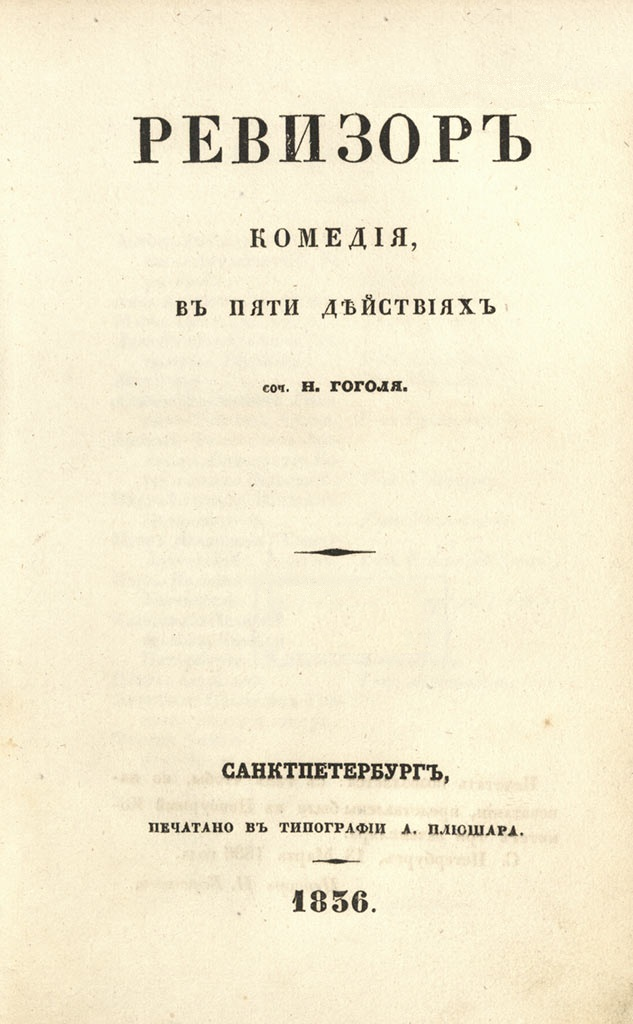
Couverture du Revizor

L'empereur Alexandre établit donc le théâtre impérial de Moscou en 1806 qui est appelé à former des troupes à partir de celle du théâtre Pétrovski et d'autres troupes privées, achetant même des serfs à des seigneurs, comme le célèbre Stepan Motchalov et son jeune fils Pavel Motchalov (1800-1848), futur tragédien. La troupe joue pour la première fois le 11 avril 1808 à la Maison Pachkov la traduction russe de  Il servitore di due padroni de Goldoni, puis celle de Armuth und Edelsinn d'August von Kotzebue. Kotzebue est extrêmement prisé par le public et le répertoire est essentiellement dominé pendant une vingtaine d'années par des pièces d'auteurs étrangers.
Carlo Rossi est appelé à construire un théâtre de bois, place de l'Arbat, qui ouvre le 10 avril 1808 avec Boïan de Glinka. Lorsque Napoléon approche de Moscou en 1812, le gouverneur-comte Rostopchine fait évacuer en dernier la troupe qui doit s'enfuir sous les flammes. La troupe joue plus tard chez le comte Apraxine et à partir de 1818 à la Maison Pachkov.
Le chantier du Bolchoï commence en 1820 et le théâtre Maly à côté se construit en 1824. Il est racheté par l'État en 1830, lorsque son propriétaire fait faillite. C'est l'époque où de grands acteurs apparaissent, comme Mikhaïl Chtchepkine, Motchalov, Prov Sadovski, ou Ivan Samarine qui reçoivent rapidement des cachets importants. La première pièce jouée par le Maly est Lili de Narbonne d'Alexeï Verstovski, rival de Glinka. À l'époque les troupes du Bolchoï et de Maly font partie d'une seule compagnie. Le programme habituel du Maly comporte en 1825 en moyenne trois pièces allemandes, deux pièces françaises et une allemande ou française en alternance. Les pièces russes n'étaient jouées qu'une fois par semaine, le vendredi soir. Les jeudis et les vendredis étaient réservés au Bolchoï pour des comédies légères ou des spectacles musicaux, mais il se spécialise vers la tragédie, entrecoupée de ballets ou de morceaux d'opéras. Ainsi le 31 janvier 1828 pour une soirée au bénéfice de Mikhaïl Chtchepkine, le Bolchoï représente Les Brigands de Schiller, avec un acte d'un opéra français et un ballet dans le genre vaudeville d'Alexandre Chakhovskoï, rimé et en vers libre avec spectacle d'eaux, machinerie, danses et chants populaires.
Dans le deuxième quart du siècle, les pièces russes représentent une part plus importante de la programmation : on joue des œuvres de Joukovski, Griboïedov (Le Malheur d'avoir trop d'esprit est joué en 1831, avec Chtchepkine et Motchalov), Pouchkine (Rouslan et Ludmila en 1825, La Fontaine de Bakhtchissaraï en 1827, Les Tsiganes en 1832). Au tournant de 1835-1845 le vaudeville et les pièces romantiques sont de plus en plus concurrencés par des pièces plus réalistes. Gogol est joué dès le début, Le Revizor est présenté le 25 mai 1836 et une version scénique des Âmes mortes en 1842, ainsi que Le Mariage et Les Joueurs. Constantin Thon agrandit le Maly en 1838-1840 avec une salle mieux adaptée d'où l'on peut mieux voir la scène.
Parmi les acteurs de cette époque, on peut distinguer Maria Lvova-Sinetskaïa (1795-1875), Nadejda Repina (1809-1867), Vassili Jivokinine (1807-1874), Prov Sadovsky (1817-1872), Leonid Leonidov (1821-1889), Kornely Poltavtsev (1823-1865), Ivan Samarine (1817-1885), Sergueï Choumski (1820-1878), etc.

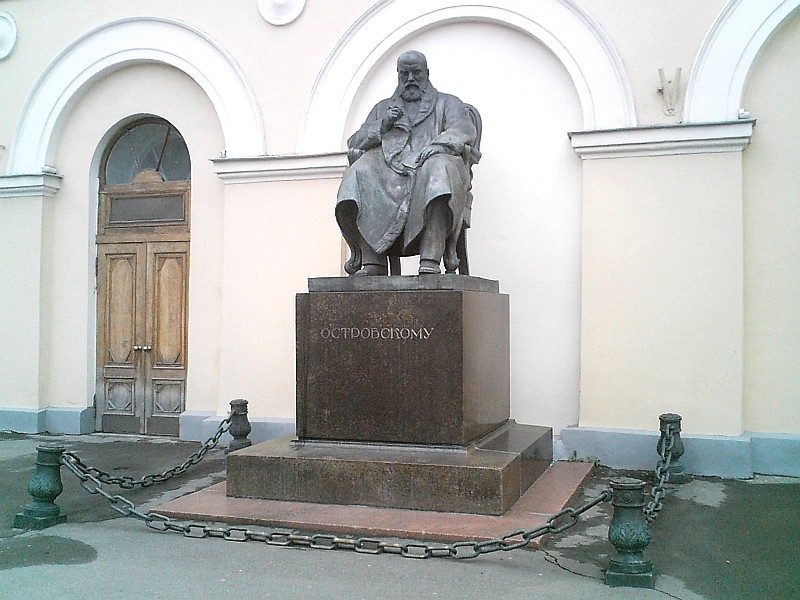
Statue d'Ostrovski devant le théâtre Maly

Tourgueniev ou Alexandre Soukhovo-Kobyline (1817-1903) écrivent aussi des pièces pour le Maly par la suite. Ainsi Le Mariage de Kretchinski de Soukhovo-Kobyline est représentée ici pour la première fois le 28 novembre 1855 (10 décembre dans le calendrier grégorien). Mais c'est Alexandre Ostrovski qui en est l'auteur le plus significatif au milieu du XIXe siècle, à tel point que les Moscovites surnomment le théâtre, la maison d'Ostrovoski. Sa description du réel, son éloignement de tout pathos, l'importance des acteurs en tant qu'ensemble sans mettre en avant un seul héros rencontrent la faveur d'un certain public, mais heurte aussi les tenants de la tradition romantique. Toutes ses pièces, au nombre de quarante-huit, sont représentées au Maly. Il assiste lui-même aux répétitions, sympathise avec les acteurs, et quelques pièces sont même spécialement écrites pour un certain nombre d'entre eux. Elles ne sont depuis jamais sorties du répertoire du théâtre. Une statue est érigée en son honneur en 1929 devant le théâtre.
C'est le 30 janvier 1870 qu'a lieu ici le début triomphal de la grande tragédienne Ermolova, dans Emilia Galotti de Lessing à seulement dix-sept ans. Elle est ensuite portée vers la gloire grâce à des rôles comme Laurencia de Lope de Vega, Marie Stuart, dans la pièce du même nom de Schiller, Jeanne d'Arc du même auteur dans La Pucelle d'Orléans, Catherine dans L'Orage d'Ostrovski, ainsi qu'Alexandra Néguina dans Don, mécènes et adorateurs, ou de l'actrice Kritchinina dans Innocents coupables du même auteur.
Alors qu'une intelligentsia, souvent critique à l'égard du régime, se forme depuis plusieurs décennies, le Maly est au tournant du siècle suivant le lieu d'expression de spectacles de conception moderne, qui sont parfois prétextes à des manifestations d'étudiants. Des acteurs légendaires pour la Russie de l'époque font partie de la troupe comme Alexandre Lensky, Alexandre Ioujine (1857-1927), Ossip Pradvine (1849-1921), Constantin Rybakov (1856-1916), Elena Lechkovskaïa (1864-1925), Alexandra Yablotchkina (1866-1964), Alexandre Ostoujev (1874-1953), Olga Sadovskaïa (1849-1919), Mikhaïl Sadovsky (1847-1910), Nadejda Medvedeva, Mikhaïl Lénine (1880-1951).

## XXesiècle

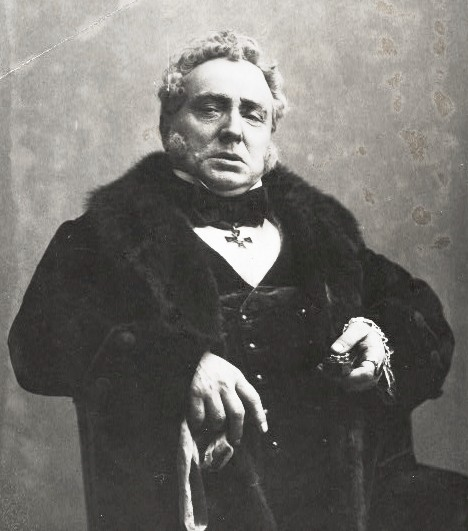
Alexandre Ioujine en 1915 au Maly dans Le Malheur d'avoir trop d'esprit de Griboïedov

Le théâtre est en crise au tournant du siècle et cherche de nouvelles formes d'expression et d'épanouissement. Alexandre Lensky fonde en 1898 le Nouveau théâtre, filiale du Maly, où il expérimente de nouveaux auteurs et donne des leçons. La direction des théâtres impériaux lui loue l'ancien théâtre Chelapoutinski, on y présente non seulement des œuvres théâtrales, mais aussi des opéras et des ballets. Ce sont souvent de jeunes acteurs qui y jouent (certains en parallèle avec le Maly), Lensky y monte quatorze de ses mises en scène, dont huit pièces d'Ostrovski. On peut retenir les noms de Vassiliev (ru), Ostoujev, Tourtchaninova, Ryjova (ru), Sadovski (ru), Yakovlev (ru), Massalitinova, etc.
Le pays est traversé de nouvelles tendances artistiques qui font naître une nouvelle esthétique théâtrale. C'est l'époque de Stanislavski, de Nemirovitch-Dantchenko, d'Evreïnov, de Vakhtangov, ou de Foregger, tandis que la révolution de 1917 bouscule les genres traditionnels. Le mouvement de la Blouse bleue prône l'art de masse dans les années 1920, jusqu'en 1933, mais le théâtre Maly reste fidèle à son répertoire et ouvre en plus une école (école supérieure de théâtre Chtchepkine depuis 1938). Il connaît quelques années difficiles, car tout ce qui rappelle la vie bourgeoise ou aristocratique est dénigré ; il ne ferme pas grâce à la protection d'Anatoli Lounatcharski, dont la femme, Natalia Rozenel, est actrice au Maly.
Le théâtre Maly est dirigé à partir de 1926 par Vladimir Vladimirov, qui remplace Ioujine devenu âgé, mais son autoritarisme et ses méthodes éloignent du théâtre des acteurs comme Ostoujev et des metteurs en scène contemporains. Le théâtre reprend un nouveau souffle dans les années 1930, lorsqu'il absorbe des compagnies expérimentales en plein démantèlement. Il accueille alors des acteurs, comme Igor Ilynski, Mikhaïl Tsarev ou Mikhaïl Jarov, mais ce sont surtout des metteurs en scène invités qui donnent de l'élan.
Sergueï Radlov met en scène Othello avec un Ostoujev devenu sourd, en 1935, qui fait date. Alexeï Diky soulève la controverse : acteur phare du Maly dans les années 1910, il est devenu metteur en scène indépendant à partir de 1927, mais il est interné au Goulag dans les purges de 1936 et n'en sort qu'en 1944. Il est alors heureusement accueilli par le Maly en septembre 1944 et monte encore cinq spectacles. Boris Babotchkine (1904-1975) est aussi un nom prestigieux de cette dure époque.
Pendant l'ère khrouchtchévienne, un dégel s'opère après des années d'esthétisme selon les canons de Staline. Boris Ravenskikh monte La Puissance des ténèbres de Tolstoï avec Ilynski dans le rôle principal en 1956 qui racontera plus tard qu'il était à l'époque déchiré entre ses idéaux communistes et les conceptions de Tolstoï. Il faut attendre la fin des années 1960 pour que le contrôle étatique sur les choix et la vie du théâtre se desserre.

## Aujourd'hui

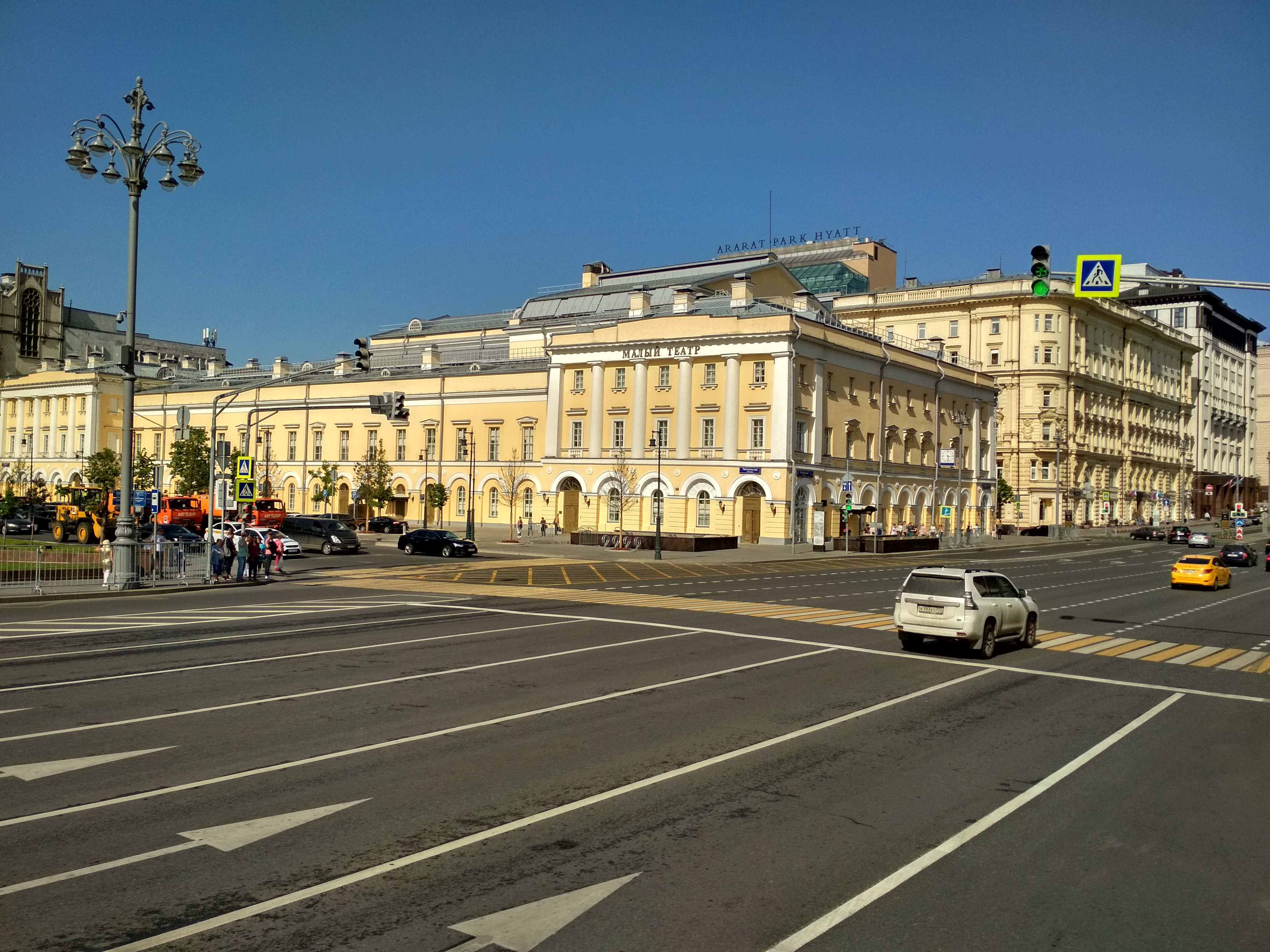
Le bâtiment du théâtre Maly après la reconstruction. Mai 2018

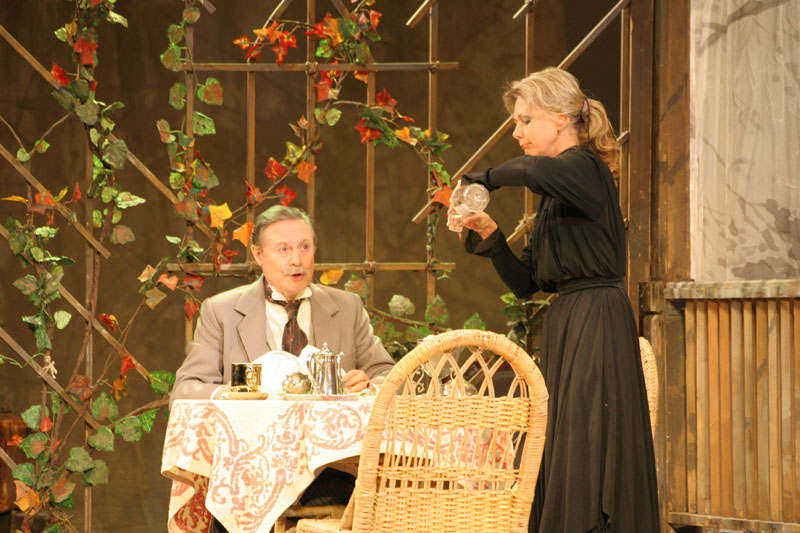
Youri Solomine et Aliona Okhloupina dans La Mouette de Tchekhov en 2008

Le théâtre Maly emploie en 2009 plus d'une centaine d'acteurs, dont trois artistes du peuple de l'URSS, Youri Solomine, Victor Korchounov et Elina Bystritskaya, et trente-trois artistes du peuple de Russie. Cette année 2009 voit la mort d'Irina Likso qui joua pendant plus de soixante ans au théâtre et en fut une grande pédagogue.
La saison 2009-2010 présente des pièces de Mikhaïl Boulgakov, Fonvizine, Gogol, Griboïedov, Karatyguine, Molière, Ostrovski, Pouchkine, Anton Tchekhov, A. N. Tolstoï.

## Galerie

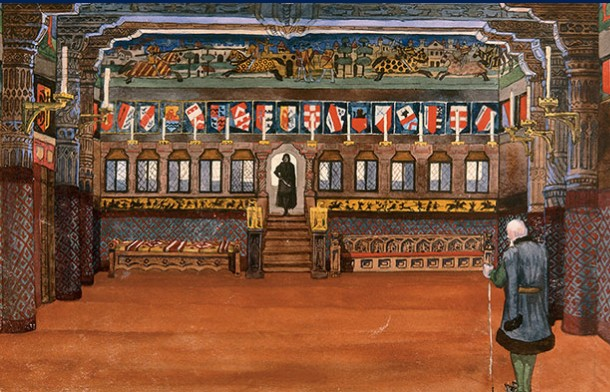
Décors d' Hamlet pour le Maly, par Sollogoub vers 1890
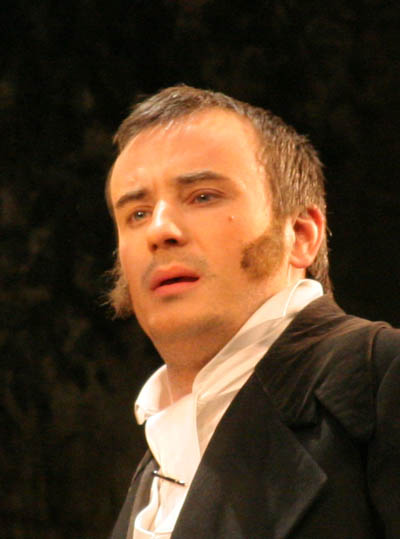
Gleb Podgorodinski, acteur du Maly
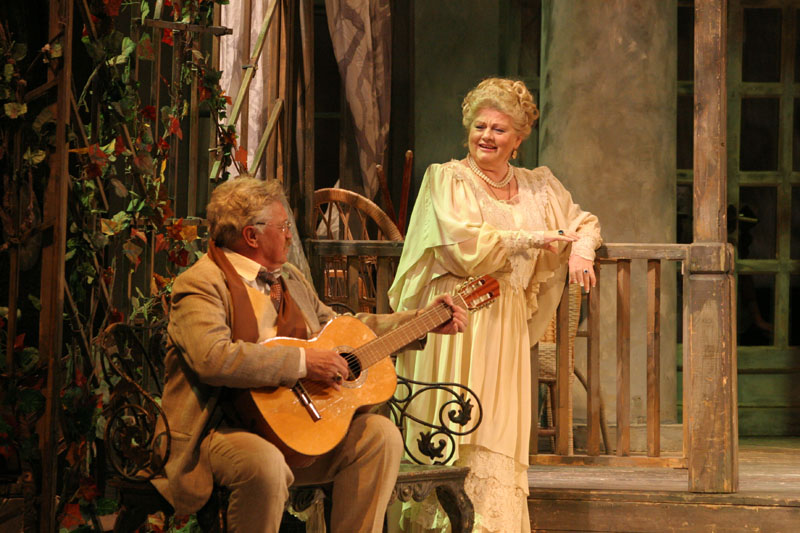
Scène de La Mouette de Tchekhov en 2008, avec Irina Mouraviova et Yaroslavl Barychev
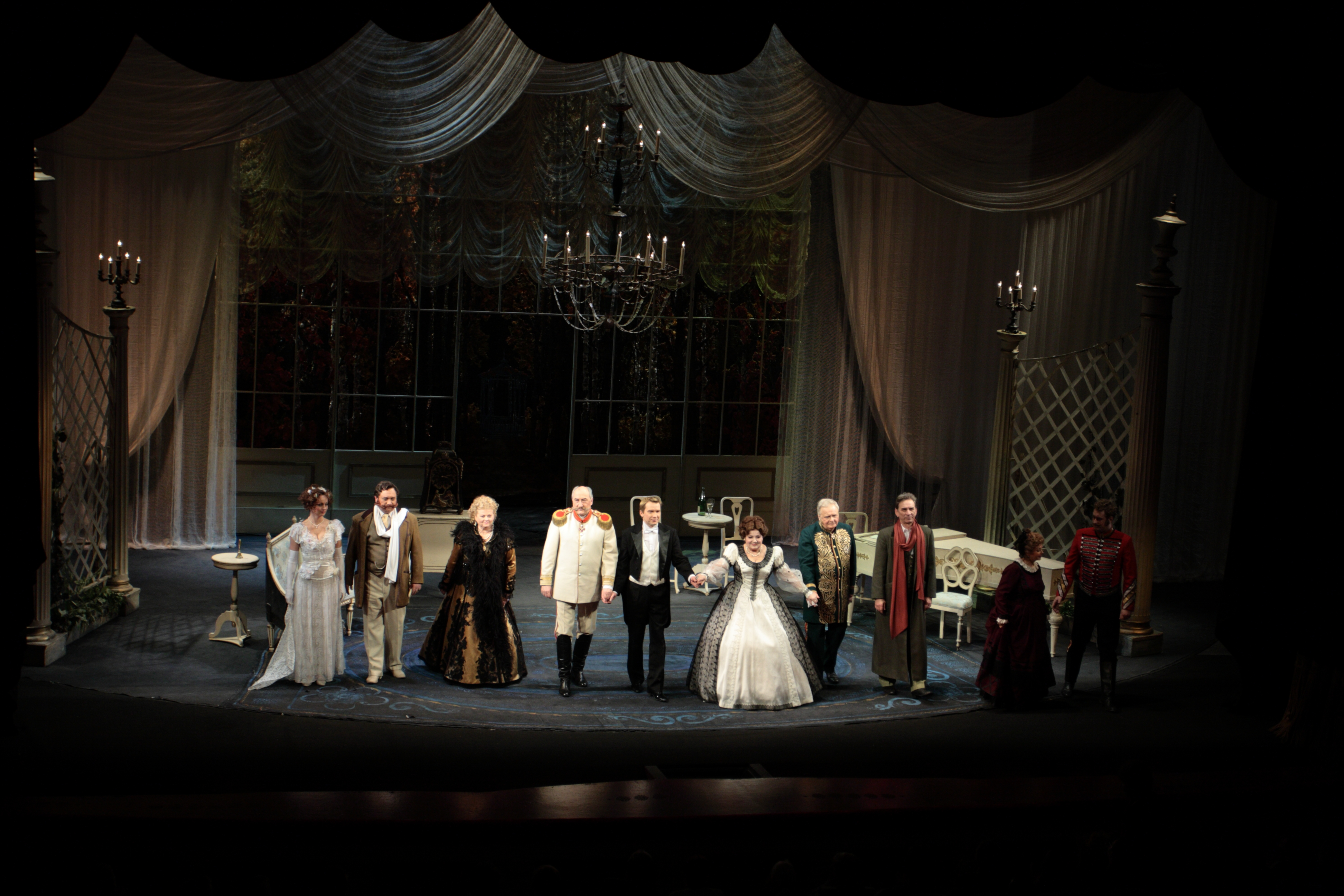
Final d' Un homme sage d'Ostrovski, le 22 décembre 2009, les acteurs du Maly de g à d: Lachkova, Kliouvine, Mouraviova, Kliouïev, Verchinine, Evdokimova, Ezepov, Ermakov, Schweiz et Skriapkine.

## Source
- (ru) Cet article est partiellement ou en totalité issu de l’article de Wikipédia en russe intitulé « Малый театр » (voir la liste des auteurs).